# Paranthura societensis
Paranthura societensis är en kräftdjursart som beskrevs av Müller 1993. Paranthura societensis ingår i släktet Paranthura och familjen Paranthuridae. Inga underarter finns listade i Catalogue of Life.